# ملادییوویتسه
ملادییوویتسه (به چکی: Mladějovice) یک منطقهٔ مسکونی در جمهوری چک است که در ناحیه اولومووتس واقع شده‌است.
 ملادییوویتسه ۱۰٫۴۳ کیلومتر مربع مساحت و ۶۸۴ نفر جمعیت دارد و ۲۴۳ متر بالاتر از سطح دریا واقع شده‌است.